# فرانك كاميرون
فرانك كاميرون (بالإنجليزية: Frank Cameron)‏ (1 يونيو 1932 في نيوزيلندا - يناير 2023) هو لاعب كريكت نيوزلندي. شارك مع منتخب نيوزيلندا الوطني للكريكت.

## وصلات خارجية
- فرانك كاميرون على موقع إي آس بي آن كريك إنفو (الإنجليزية)